# Elmar Gräßel
Elmar Gräßel (* 1959 in Rehau) ist ein deutscher Mediziner und Hochschullehrer. Er leitet das Zentrum für Medizinische Versorgungsforschung (ZMV) und den Bereich Medizinische Psychologie und Medizinische Soziologie der Psychiatrischen und Psychotherapeutischen Klinik am Universitätsklinikum Erlangen.

## Leben und Wirken
Gräßel studierte Medizin und promovierte 1990 an der Friedrich-Alexander-Universität Erlangen-Nürnberg. Dort erhielt er 1998 die Lehrbefugnis für Medizinische Psychologie und 2003 für Medizinische Soziologie und wurde 2006 zum außerplanmäßigen Professor ernannt.
Er forscht zum Thema Krankheitsbild Demenz und Alterskrankheiten der heutigen Zeit. Schwerpunkte liegen dabei auf der Erforschung Ressourcen erhaltender – bisher bekannt als nicht-medikamentöse – Therapien bei Demenz, der Versorgungsforschung bei chronischen Erkrankungen (insbes. Demenz, Alzheimer-Demenz, Schlaganfall, geriatrische Erkrankungen), Forschung zur Situation pflegender Angehöriger sowie Entwicklung und Validierung von Skalen und Tests mit medizinischem Anwendungshintergrund.
Seit Januar 2005 ist Gräßel medizinisch-wissenschaftlicher Studienleiter des Projektes „Initiative Demenzversorgung in der Allgemeinmedizin“ (IDA) und seit April 2008 wissenschaftlicher Studienleiter des Projektes „Multimodale Aktivierungstherapie bei Demenzkranken im Pflegeheim“ im Rahmen der Leuchtturm-Demenz-Initiative des Bundesministeriums für Gesundheit.

## Auszeichnungen
- 2000 und 2002 Forschungsförderungspreis der Deutschen Alzheimer Gesellschaft e.V.
- 2007 Lehrpreis für gute Lehre in der Humanmedizin der Medizinischen Fakultät der Friedrich-Alexander-Universität Erlangen-Nürnberg
- 2011 Erlanger Preis für Medizin, Technik und Gesundheit in der Kategorie „Gesundheitsförderung und Prävention“
- 2012 Posterpreis des Netzwerks Rehabilitationsforschung in Bayern
- 2012 Posterpreis der Deutschen Gesellschaft für Neurorehabilitation
- 2025 Bundesverdienstkreuz am Bande[5]